# 詹姆斯·庫利
詹姆斯·威廉·庫利（英語：James William Cooley，1926年—2016年6月29日）是一位美國數學家。庫利於1949年在紐約布朗克斯的曼哈頓學院獲得學士學位，1951年在紐約的哥倫比亞大學獲得碩士學位，並於1961年在哥倫比亞大學獲得應用數學博士學位。1953年至1956年，他在紐澤西州普林斯頓高等研究院擔任計算機的程式設計師，在那裡他特別為布萊克曼-圖基變換進行了編程。
1956年至1962年，他在紐約大學科朗數學研究所從事量子力學計算工作，當時他是紐約約克鎮高地的IBM沃森研究中心研究人員。1991年從IBM退休後，他加入位於金斯頓的羅德島大學電機工程系，擔任計算機工程項目的教員。
他對數學和數位訊號處理領域最重要的貢獻是重新發現快速傅里葉變換（FFT），他在1965年為IBM的研究部門工作時與約翰·圖基共同開發了這一算法（見库利－图基快速傅里叶变换算法）。
此動機是由IBM沃森研究所的理查德·加溫博士所提供，他關心的是為SALT會談驗證與蘇聯的核武條約。加溫認為，如果他有一個非常快的傅里叶变换，他可以在蘇聯周邊國家的地面上安裝傳感器。他向庫利和圖基建議如何對傅里叶变换進行編程以使其更快。他們做了這項工作，傳感器被植入，他能夠將核爆炸的位置定位在15公里之內。
庫利是IEEE數位訊號處理委員會的成員，因其在FFT方面的工作而或選為IEEE院士，並獲得IEEE百年紀念獎章。2002年，他獲得IEEE傑克·S·基爾比訊號處理獎章。他對數位訊號處理術語的建立作出了相當大的貢獻。

## 外部連結
- 詹姆斯·庫利在數學譜系計畫的資料。